# Diócesis de Fabriano-Matelica
La diócesis de Fabriano-Matelica (en latín: Dioecesis Fabrianensis-Mathelicensis y en italiano: Diocesi di Fabriano-Matelica) es una circunscripción eclesiástica de la Iglesia católica en Italia. Se trata de una diócesis latina, sufragánea de la arquidiócesis de Ancona-Osimo. Desde el 27 de junio de 2020 su obispo es Francesco Massara.

## Territorio y organización

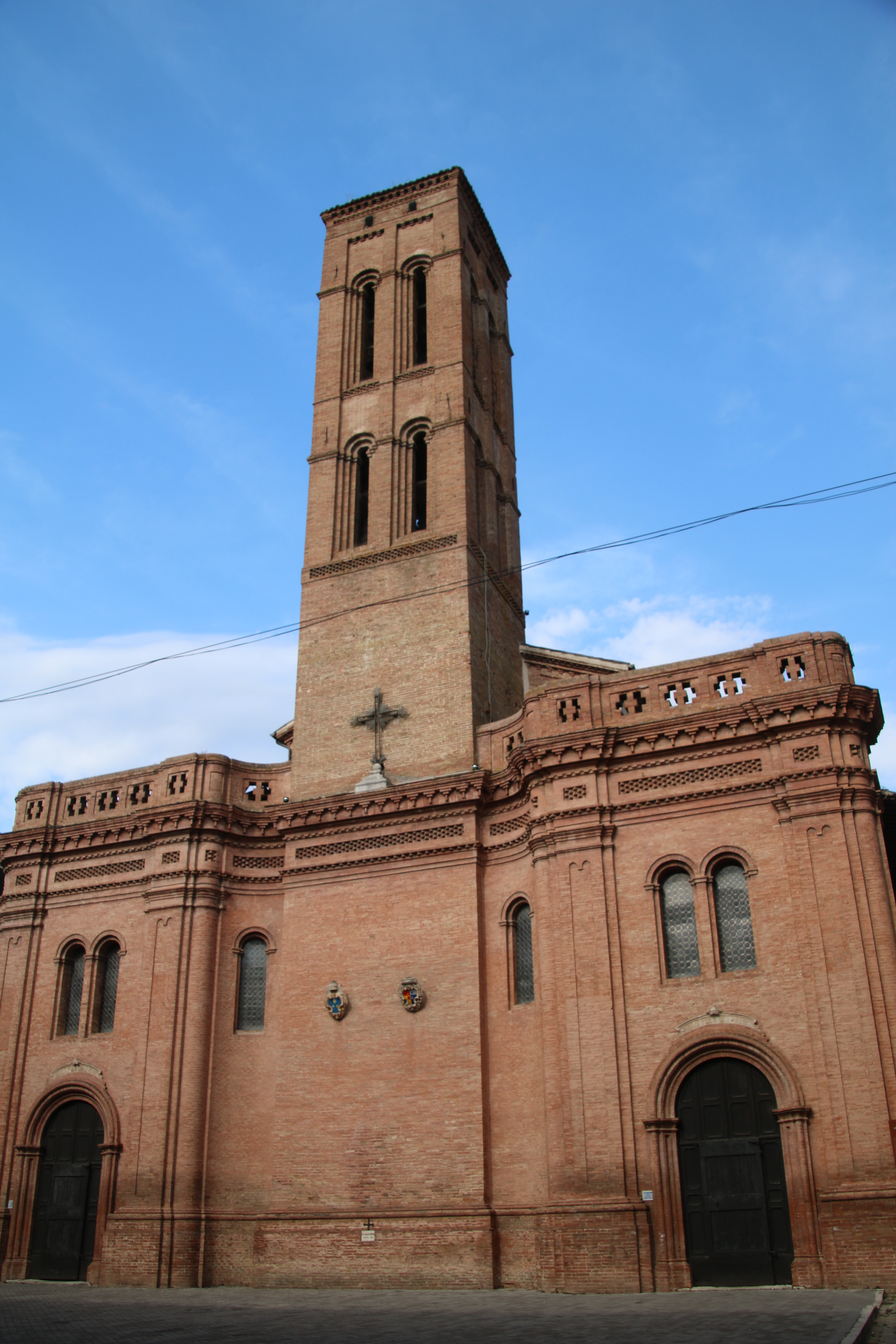
Concatedral de Santa María Asunta, en Matelica

La diócesis tiene 681 km² y extiende su jurisdicción sobre los fieles católicos de rito latino residentes en parte de la región de Marcas, comprendiendo:
- en la provincia de Ancona las comunas de: Cerreto d'Esi, Fabriano, Genga, Sassoferrato y la fracción de Domo de Serra San Quirico;
- en la provincia de Macerata la comuna de Matelica.

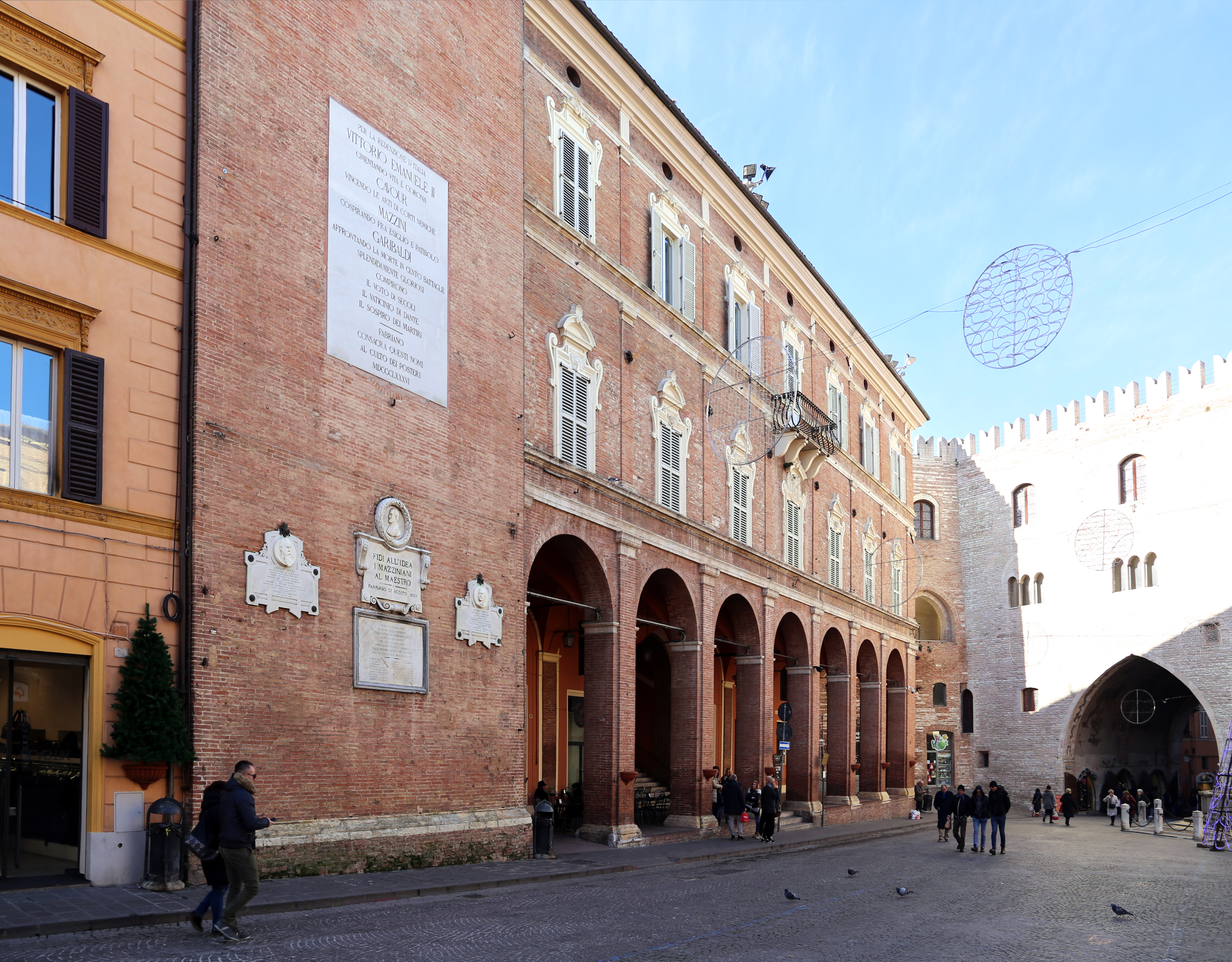
Palacio episcopal de Fabriano

Confina al norte con las diócesis de Fano-Fossombrone-Cagli-Pergola y de Senigallia, al este y al sur con la arquidiócesis de Camerino-San Severino Marche, al oeste con las diócesis de Asís-Nocera Umbra-Gualdo Tadino y de Gubbio.

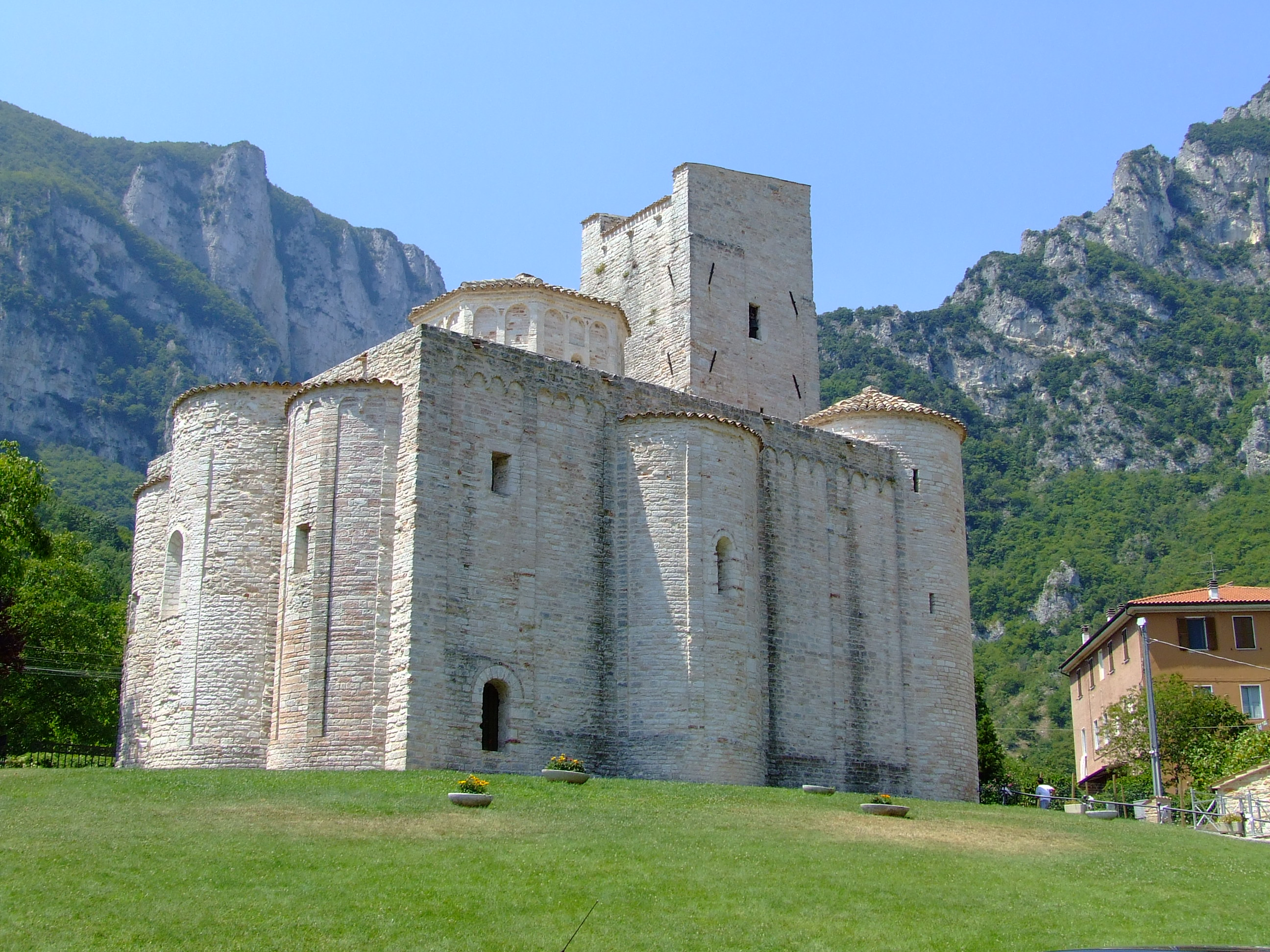
Abadía de San Vittore alle Chiuse, en la comuna de Genga, fundada en el

La sede de la diócesis se encuentra en la ciudad de Fabriano, en donde se halla la Catedral basílica de San Venancio. En Matelica se encuentra la Concatedral de Santa María Asunta.
En 2021 en la diócesis existían 58 parroquias agrupadas en 3 vicarías: Fabriano, Matelica-Cerreto d'Esi y Sassoferrato-Genga; y 10 zonas pastorales: Fabriano, Matelica, Argignano-Collamato, Cerreto d'Esi-Albacina, Genga, montagna, San Nicolò, Sassoferrato I, Sassoferrato II y valle del Giano.

## Historia
La ciudad de Matelica era sede episcopal ya en el siglo V: están documentados históricamente los obispos Equizio, presentes en el sínodo celebrado en Roma en 487 por el papa Félix III; Basilio presente en otro sínodo romano de 499 convocado por el papa Símaco; y Fiorenzo, quien en 551 firmó en Constantinopla la condena pronunciada por el papa Vigilio contra Teodoro Askidas, metropolitano de Cesarea de Capadocia. La diócesis dejó de existir en el momento de la llegada de los lombardos a Italia y posteriormente su territorio pasó a estar bajo la jurisdicción de los obispos de Camerino.
En el consistorio del 4 de noviembre de 1728 se decidió la erección de la diócesis de Fabriano, sancionada por una bula del papa Benedicto XIII del 15 de noviembre siguiente, con la que el pontífice concedió a Fabriano el título de ciudad y la dignidad de obispado y erigió la iglesia de San Venancio en catedral: la diócesis de Fabriano se unió aeque principaliter a la de Camerino, de donde se había obtenido el territorio.
Sin embargo, la unión de Fabriano con Camerino fue controvertida; la Congregación Consistorial tuvo que intervenir en 1732 para reafirmar el estatus catedralicio de la iglesia de Fabriano. Esto no fue suficiente para reducir "las discordias entre las dos diócesis, sino que aumentaron con graves escándalos y vergüenzas". Por lo tanto, la Santa Sede tuvo que intervenir para remediarlo.
De hecho, el 8 de julio de 1785 el papa Pío VI, mediante la bula Saepe factum est, restauró el antiguo obispado de Matelica, con territorio sustraído al de Camerino, y lo unió aeque principaliter a la diócesis de Fabriano, a su vez separada de Camerino: al mismo tiempo las dos diócesis fueron declaradas inmediatamente sujetas a la Santa Sede. A partir de este momento comenzó el camino común entre las dos diócesis que continúa hasta hoy.
Entre los siglos XIX y XX Fabriano vivió episodios de violencia anticlerical y masónica, como el atentado en la catedral al predicador de la misión, el jesuita Egidi, en 1879, o cuando en 1891 se prohibieron las peregrinaciones a Loreto por motivos de higiene; o cuando en 1911 se organizó un ataque contra la procesión del Corpus Domini y el obispo Pietro Zanolini tuvo que refugiarse con la custodia en la primera puerta abierta.
El 8 de septiembre de 1954, con la carta apostólica Magno afficimur, el papa Pío XII proclamó a la Santísima Virgen María, venerada popularmente con el título de "Nuestra Señora del Buen Jesús", y a San Juan Bautista, patronos de la diócesis y de la ciudad de Fabriano.
Tras la reorganización territorial realizada el 19 de marzo de 1984 mediante el decreto Conferentia Episcopalis Picena de la Congregación para los Obispos, la diócesis de Fabriano adquirió más de 30 parroquias, todas ellas en la región de Marcas, de la diócesis de Nocera-Gualdo Tadino en Umbría y 6 parroquias de la arquidiócesis de Camerino.
El 30 de septiembre de 1986, mediante el decreto Instantibus votis de la Congregación para los Obispos, se estableció la unión plena de las dos diócesis y el nuevo distrito eclesiástico tomó el nombre de Fabriano-Matelica.
El 11 de marzo de 2000 la diócesis perdió el privilegio de sujeción inmediata y pasó a formar parte de la provincia eclesiástica de la arquidiócesis de Ancona-Osimo.
Desde el 27 de junio de 2020 está unida in persona episcopi a la arquidiócesis de Camerino-San Severino Marche.

## Estadísticas
Según el Anuario Pontificio 2022 la diócesis tenía a fines de 2021 un total de 50 500 fieles bautizados.
| Año                                                                             | Población            | Población | Población      | Sacerdotes | Sacerdotes    | Sacerdotes    | Bautizados por sacerdote | Diáconos permanentes | Religiosos | Religiosos | Parroquias |
| Año                                                                             | Bautizados católicos | Total     | % de católicos | Total      | Clero secular | Clero regular | Bautizados por sacerdote | Diáconos permanentes | Varones    | Mujeres    | Parroquias |
| ------------------------------------------------------------------------------- | -------------------- | --------- | -------------- | ---------- | ------------- | ------------- | ------------------------ | -------------------- | ---------- | ---------- | ---------- |
| 1950                                                                            | 28 000               | 28 000    | 100.0          | 63         | 45            | 18            | 444                      |                      | 37         | 120        | 35         |
| 1970                                                                            | 38 387               | 38 409    | 99.9           | 137        | 98            | 39            | 280                      |                      | 48         | 144        | 46         |
| 1980                                                                            | 38 800               | 39 200    | 99.0           | 89         | 53            | 36            | 435                      | 1                    | 47         | 112        | 48         |
| 1990                                                                            | 51 300               | 51 622    | 99.4           | 112        | 64            | 48            | 458                      |                      | 67         | 135        | 58         |
| 1999                                                                            | 53 630               | 54 130    | 99.1           | 81         | 55            | 26            | 662                      |                      | 34         | 97         | 58         |
| 2000                                                                            | 53 730               | 54 830    | 98.0           | 76         | 52            | 24            | 706                      |                      | 32         | 95         | 58         |
| 2001                                                                            | 53 641               | 54 591    | 98.3           | 79         | 51            | 28            | 679                      |                      | 32         | 94         | 58         |
| 2002                                                                            | 53 900               | 54 900    | 98.2           | 73         | 49            | 24            | 738                      |                      | 28         | 92         | 58         |
| 2003                                                                            | 53 720               | 54 950    | 97.8           | 70         | 47            | 23            | 767                      |                      | 27         | 91         | 58         |
| 2004                                                                            | 53 000               | 54 188    | 97.8           | 78         | 49            | 29            | 679                      |                      | 35         | 98         | 58         |
| 2006                                                                            | 52 000               | 54 850    | 94.8           | 72         | 45            | 27            | 722                      |                      | 33         | 94         | 58         |
| 2013                                                                            | 52 550               | 56 000    | 93.8           | 60         | 38            | 22            | 875                      | 3                    | 80         | 88         | 58         |
| 2016                                                                            | 52 000               | 56 000    | 92.9           | 56         | 35            | 21            | 928                      | 6                    | 77         | 86         | 58         |
| 2019                                                                            | 51 100               | 53 226    | 96.0           | 48         | 33            | 15            | 1064                     | 6                    | 23         | 80         | 58         |
| 2021                                                                            | 50 500               | 52 900    | 95.5           | 52         | 37            | 15            | 971                      | 6                    | 23         | 75         | 58         |
| Fuente: Catholic-Hierarchy, que a su vez toma los datos del Anuario Pontificio. |                      |           |                |            |               |               |                          |                      |            |            |            |

## Episcopologio

### Obispos de Matelica
- Equizio † (atestiguado en 487)
- Basilio † (atestiguado en 499)
- Fiorenzo † (atestiguado en 551)

### Obispos de Camerino y Fabriano
- Cosimo Torelli † (15 de noviembre de 1728-27 de agosto de 1736 falleció)
- Ippolito Rossi † (27 de septiembre de 1736-17 de enero de 1746 nombrado obispo de Senigallia)
- Francesco Viviani † (17 de abril de 1746-30 de diciembre de 1767 falleció)
- Luigi Amici † (20 de junio de 1768-8 de julio de 1785 nombrado obispo de Camerino)

### Obispos de Fabriano y Matelica
- Nicola Zoppetti, O.E.S.A. † (26 de septiembre de 1785-12 de julio de 1796 falleció)
  - Sede vacante (1796-1800)
- Giovanni Francesco Capelletti † (11 de agosto de 1800-26 de agosto de 1806 nombrado obispo de Ascoli Piceno)
- Domenico Buttaoni † (26 de agosto de 1806-15 de agosto de 1822 falleció)
- Pietro Balducci † (27 de septiembre de 1822-18 de julio de 1837 falleció)
- Francesco Faldi † (2 de octubre de 1837-18 de noviembre de 1858 renunció)[nota 1]
- Antonio Maria Valenziani † (23 de diciembre de 1858-20 de febrero de 1876 falleció)
- Leopoldo Angelo Santanché, O.F.M.Ref. † (3 de abril de 1876-10 de febrero de 1883 falleció)
- Macario Sorini † (15 de marzo de 1883-12 de junio de 1893 renunció[nota 2])
- Aristide Golfieri † (18 de marzo de 1895-29 de noviembre de 1895 nombrado obispo de Città di Castello)
- Luciano Gentilucci † (29 de noviembre de 1895-14 de septiembre de 1909 falleció)
- Pietro Zanolini † (22 de febrero de 1910-8 de julio de 1913 nombrado obispo de Lodi)
- Andrea Cassulo † (15 de abril de 1914-25 de enero de 1921 nombrado delegado apostólico en Egipto y Arabia)[10]
- Luigi Ermini † (13 de junio de 1921-16 de mayo de 1945 falleció)
- Lucio Crescenzi † (10 de julio de 1945-19 de febrero de 1960 falleció)
- Macario Tinti † (17 de mayo de 1960-31 de mayo de 1978 retirado)
- Luigi Scuppa † (31 de mayo de 1978-30 de septiembre de 1986 nombrado obispo de Fabriano-Matelica)

### Obispos de Fabriano-Matelica
- Luigi Scuppa † (30 de septiembre de 1986-26 de noviembre de 2001 falleció)
- Giancarlo Vecerrica (30 de diciembre de 2002-18 de marzo de 2016 retirado)
- Stefano Russo (18 de marzo de 2016-27 de abril de 2019 renunció[nota 3])
- Francesco Massara, desde el 27 de junio de 2020[nota 4]